# Laurent Lafitte
Pour les articles homonymes, voir Lafitte.
Laurent Lafitte, né le 22 août 1973 à Paris, est un acteur, réalisateur et humoriste français, pensionnaire de la Comédie-Française de 2012 à 2024.

## Biographie

### Jeunesse et formation
Fils d'un marchand de biens, Laurent Lafitte grandit entre le 15e et le 16e arrondissement de Paris,, dans ce qu'il décrit comme « une famille traditionnelle de droite, pas facho ni réac, mais un peu passéiste, une famille de la petite-bourgeoisie ». Il a été élève à l'école primaire privée Saint-Jean-de-Passy.
Il découvre le théâtre par le biais des comédies de boulevard retransmises à la télévision. Adolescent, le métier d'acteur se révèle à lui lors du tournage d'un téléfilm pour FR3, L’Enfant et le président de Régis Milcent, après avoir répondu à une petite annonce dans France-Soir et envoyé son CV avec un Photomaton : sans prévenir ses parents, il passe alors le casting.
Laurent Lafitte, qui développe « une phobie scolaire », décroche alors du lycée Saint-Jean-de-Passy en seconde pour suivre la classe libre du Cours Florent où il rencontre Gilles Lellouche, Guillaume Canet et Cécile Felsenberg qui deviendra son agent. Puis, à 22 ans, il entre au Conservatoire national supérieur d'art dramatique de Paris avec Philippe Adrien et Muriel Mayette,.

### Débuts d'acteur et révélation (années 1990-2000)
En 1993, il atteint une certaine popularité avec le personnage de Juan dans la sitcom Classe mannequin sur M6. Par la suite, il travaille la danse et le chant à la Guildford School of Acting (en), une école de comédie musicale anglaise, dans le cadre d'un échange avec le Conservatoire national supérieur d'art dramatique. Durant son séjour de deux ans en Angleterre, il joue dans la pièce Davina's Landed de Ben Duke.
Au début des années 2000, il enchaîne les seconds rôles. Guillaume Canet et Gilles Lellouche font partie des réalisateurs qui lui font confiance pour leurs premiers films respectifs : Mon idole (2002) et Narco (2004). Il est dirigé notamment par Lionel Delplanque, Claude Miller, Diastème, Léa Fazer, mais aussi Dominique Farrugia et Arnaud Lemort.
Au théâtre, il assure en 2008 un one-man-show coécrit avec Cyrille Thouvenin et produit par Dominique Farrugia : Laurent Lafitte, comme son nom l'indique. Celui-ci atteint les 100 représentations au Palais des glaces à Paris et remporte le prix Raimu de la comédie dans la catégorie one-man-show. Un jour en sortant du spectacle, Guillaume Canet lui offre un rôle dans son prochain film.
Finalement, il perce au cinéma en 2010 en faisant partie de la distribution du succès populaire Les Petits Mouchoirs, où il joue Antoine l'un des membres de la bande d'amis formé par Guillaume Canet. L'acteur y évolue aux côtés de François Cluzet, Marion Cotillard, Benoît Magimel, Gilles Lellouche mais aussi Valérie Bonneton et Pascale Arbillot.

### Confirmation et Comédie-Française (années 2010)

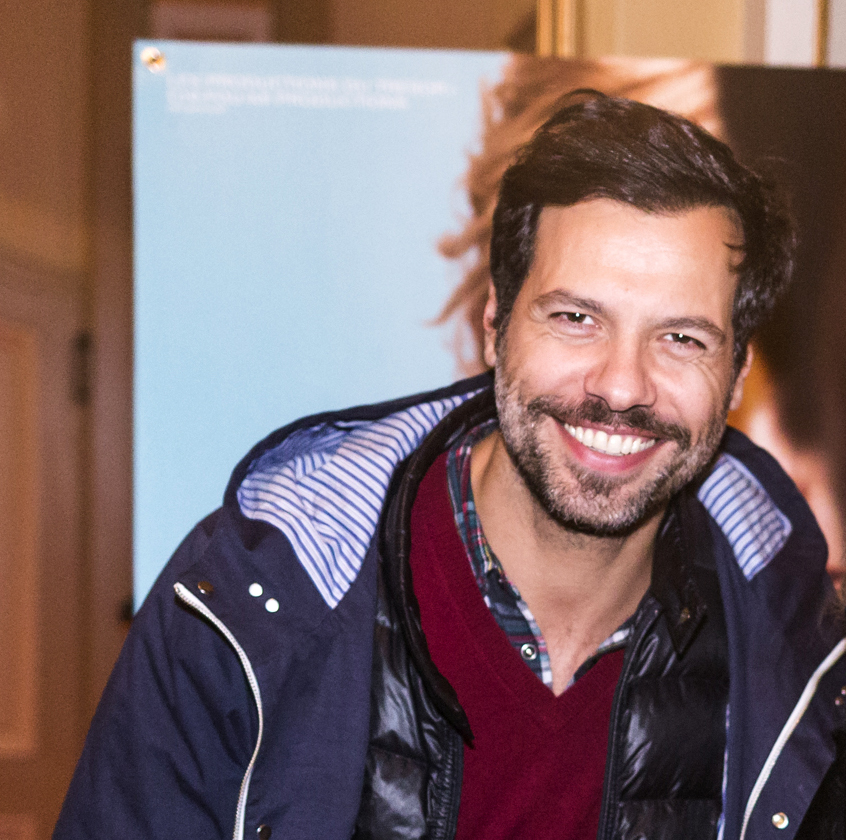
Laurent Lafitte au Festival Cinémania 2014 pour la présentation de Elle l'adore.

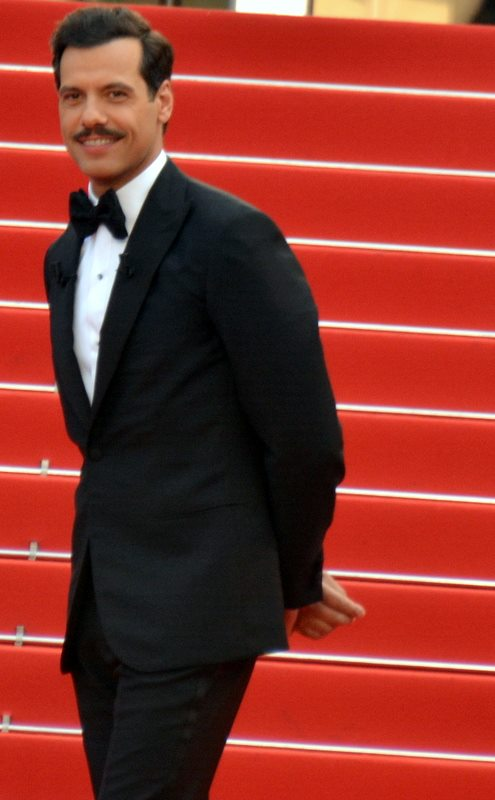
Laurent Lafitte lors de la montée des marches pour présenter le film Elle en compétition officielle en 2016.

En avril 2011, il présente la 25e Nuit des Molières, en direct de Créteil. La même année, il joue à nouveau son one-man-show Laurent Lafitte, comme son nom l'indique, au Théâtre des Mathurins à Paris.
Au cinéma, il accède alors à des rôles plus exposés : en 2011, il seconde François-Xavier Demaison pour la satire Moi, Michel G., milliardaire, maître du monde, de Stéphane Kazandjian ; en 2012, c'est avec le fraichement césarisé Omar Sy qu'il forme le tandem d'inspecteurs de la brigade criminelle de Paris de la comédie De l'autre côté du périph, réalisée par David Charhon. Puis en 2013, il est propulsé pour la première fois tête d'affiche de la comédie régressive 16 ans ou presque, de Tristan Séguéla. En décembre 2013, il interprète le personnage de Marina dans La Revue de presse de Catherine et Liliane, à la fin du Petit Journal, sur Canal+.
Il est engagé en janvier 2012 en tant que pensionnaire à la Comédie-Française sur proposition de Muriel Mayette, son ancienne professeure au Conservatoire. Il y débute avec un petit rôle dans la pièce Le Mariage au Théâtre du Vieux-Colombier. De janvier à juin 2012, il écrit et joue avec Zabou Breitman les sketchs quotidiens de l'émission de radio À votre écoute, coûte que coûte sur France Inter. Ce n'est que lors du dernier épisode, le 29 juin, qu'il révèle être la voix du personnage Philippe de Beaulieu, médecin.
Parallèlement à ses prestations comiques, il s'impose alors dans un registre dramatique : toujours en 2013, il donne la réplique à Fanny Ardant, héroïne du drame indépendant Les Beaux Jours, écrit et réalisé par Marion Vernoux ; puis avec Vincent Macaigne et Ludivine Sagnier, il forme la fratrie au cœur de Tristesse Club, de Vincent Mariette. Mais surtout, il partage l'affiche du thriller psychologique Elle l'adore, de Jeanne Herry, avec Sandrine Kiberlain.
Mais c'est en 2015 qu'il confirme comme nouvelle valeur du cinéma français, en partageant l'affiche de la comédie de mœurs à succès Papa ou Maman avec Marina Foïs. Dès l'année suivante, le tandem se reforme pour Papa ou Maman 2, toujours sous la direction de Martin Bourboulon.
Comme acteur dramatique, il évolue dans le salué Boomerang, de François Favrat, aux côtés de Mélanie Laurent et Audrey Dana. Mais il tient aussi un rôle important dans le thriller psychologique Elle, premier film français du Néerlandais Paul Verhoeven, avec Isabelle Huppert dans le rôle-titre. Sa performance lui vaut sa première nomination au César du meilleur acteur dans un second rôle.
En mai 2016, il présente la cérémonie d'ouverture du 69e festival de Cannes, au cours de laquelle il ose une plaisanterie faisant référence aux démêlés judiciaires de Woody Allen au sujet des accusations d'agressions sexuelles formulées par sa fille.
En 2017, il tient le premier rôle du thriller psychologique K.O., réalisé par Fabrice Gobert. Il y a pour partenaire Chiara Mastroianni. Il seconde aussi l'acteur et réalisateur Albert Dupontel pour son acclamée comédie expérimentale Au revoir là-haut.
L'année suivante, il porte le thriller Paul Sanchez est revenu !, secondé de la valeur montante Zita Hanrot, mais reste aussi affilié aux rôles de bonne famille en incarnant Louis XVI dans le drame historique Un peuple et son roi, de Pierre Schoeller.
L'année 2019 lui permet de porter un nouveau thriller, L'Heure de la sortie, avec cette fois Emmanuelle Bercot comme partenaire. Il retrouve ensuite Vincent Mariette pour accompagner Lily-Rose Depp dans le thriller Les Fauves ; enfin, il retrouve la bande du film qui l'a révélé au grand public, avec Nous finirons ensemble, de Guillaume Canet.

### Années 2020
Avec L'Origine du monde (2020), il réalise un premier long-métrage original et grinçant. Le scénario adapte une pièce de Sébastien Thiéry créée par Jean-Michel Ribes au théâtre du Rond-Point en 2013, avec l'auteur dans le rôle principal. Dans le film, Laurent Lafitte reprend le personnage de Jean-Louis, un avocat quadragénaire qui paraît avoir réussi sa vie. Il précise, quelque temps après, souhaiter réaliser un deuxième film.
En 2021, Guermantes de Christophe Honoré, une sorte de making-of d'un spectacle annulé à cause du Covid, qui joue avec le vrai et le faux. Presque dix ans plus tard, la comédie De l'autre côté du périph connaît une suite, Loin du périph (2022). Une suite réalisée par Louis Leterrier, où Omar Sy et Laurent Lafitte reprennent leurs rôles sur Netflix. En 2023, il incarne Bernard Tapie dans la mini-série produite par Netflix (Tapie) réalisée par Tristan Séguéla.
En 2023/2024, il interprète le rôle-titre de Cyrano de Bergerac dans la pièce d'Edmond Rostand mise en scène par Emmanuel Daumas.
En 2024, il décide de quitter la Comédie-Française en tant que pensionnaire, après un passage de douze ans, expliquant cette décision par l'envie « de changer d’horizon théâtral ».
Dans la même année, il jouera Gérard de Villefort, un des grands antagonistes du film Le Comte de Monte-Cristo (2024).
En décembre 2024, Le Parisien annonce que Laurent Lafitte incarnera Albin (Zaza) dans la comédie musicale La Cage aux folles en décembre 2025 qui se jouera au théâtre du Châtelet. Olivier Py mettra en scène cette comédie musicale.
En mai 2025, il est à nouveau choisi comme maître de cérémonie du Festival de Cannes, neuf ans après avoir occupé ce rôle en 2016. Il présidera les cérémonies d’ouverture et de clôture de la 78e édition, prévue du 13 au 24 mai 2025.

## Filmographie

### Acteur

#### Cinéma
- 1996 : Madame Verdoux de Jean-Luc Raynaud
- 1998 : Le Plaisir (et ses petits tracas) de Nicolas Boukhrief : un convive
- 1999 : Belle Maman de Gabriel Aghion : Franck
- 2000 : Les Rivières pourpres de Mathieu Kassovitz : Hubert, le fils du doyen
- 2002 : Mon idole de Guillaume Canet : Fabrice
- 2003 : Mais qui a tué Pamela Rose ? d'Éric Lartigau : un ambulancier italien
- 2004 : Le Rôle de sa vie de François Favrat : Arnaud
- 2004 : Les Gaous d'Igor Sékulic : Bertrand
- 2004 : Narco de Tristan Aurouet et Gilles Lellouche : l'animateur de karaté-show
- 2006 : Ne le dis à personne de Guillaume Canet : le Basque
- 2006 : Président de Lionel Delplanque : un député
- 2007 : Ma place au soleil d'Éric de Montalier
- 2007 : Un secret de Claude Miller : un gendarme
- 2008 : Le Bruit des gens autour de Diastème : Philippe
- 2009 : L'amour, c'est mieux à deux de Dominique Farrugia et Arnaud Lemort : Sylvain
- 2010 : Ensemble, c'est trop de Léa Fazer : Hervé
- 2010 : Les Petits Mouchoirs de Guillaume Canet : Antoine
- 2011 : Une pure affaire d'Alexandre Coffre : Brice Teller
- 2011 : Moi, Michel G., milliardaire, maître du monde de Stéphane Kazandjian : Joseph Klein
- 2012 : Mais qui a re-tué Pamela Rose ? d'Olivier Baroux et Kad Merad : Perkins
- 2012 : De l'autre côté du périph de David Charhon : François Monge
- 2013 : Les Beaux Jours de Marion Vernoux : Julien
- 2013 : L'Écume des jours de Michel Gondry : le directeur de société
- 2013 : 16 ans ou presque de Tristan Séguéla : Arnaud Mustier
- 2014 : Duo d'escrocs (Love Punch) de Joel Hopkins : Vincent
- 2014 : Tristesse Club de Vincent Mariette : Léon
- 2014 : Elle l'adore de Jeanne Herry : Vincent Lacroix
- 2015 : Papa ou Maman de Martin Bourboulon : Vincent Leroy
- 2015 : L'Art de la fugue de Brice Cauvin : Antoine
- 2015 : Boomerang de François Favrat : Antoine
- 2016 : Elle de Paul Verhoeven : Patrick
- 2016 : Papa ou Maman 2 de Martin Bourboulon : Vincent Leroy
- 2017 : K.O. de Fabrice Gobert : Antoine Leconte
- 2017 : Au revoir là-haut d'Albert Dupontel : Henri d’Aulnay-Pradelle
- 2018 : Paul Sanchez est revenu ! de Patricia Mazuy : Paul Sanchez
- 2018 : Un peuple et son roi de Pierre Schoeller : Louis XVI
- 2019 : L'Heure de la sortie de Sébastien Marnier : Pierre
- 2019 : Les Fauves de Vincent Mariette : Paul
- 2019 : Nous finirons ensemble de Guillaume Canet : Antoine
- 2020 : L'Origine du monde de lui-même : Jean-Louis Bordier
- 2021 : Guermantes de Christophe Honoré : lui-même
- 2022 : Loin du périph de Louis Leterrier : François Monge
- 2022 : Tout le monde aime Jeanne de Céline Devaux : Jean
- 2022 : Pour la France de Rachid Hami : Général Caillard
- 2024 : Le Molière imaginaire d'Olivier Py : Molière
- 2024 : Le Comte de Monte-Cristo de Matthieu Delaporte et Alexandre de La Patellière : Gérard de Villefort
- 2024 : Sarah Bernhardt, la Divine de Guillaume Nicloux : Lucien Guitry
- 2024 : Les Barbares de Julie Delpy : Hervé Rioux
- 2024 : Le Quatrième Mur de David Oelhoffen : Georges
- 2025 : Marcel et Monsieur Pagnol de Sylvain Chomet : Marcel Pagnol : Marcel Pagnol, adulte
- 2025 : Classe moyenne d'Antony Cordier : Philippe Trousselard
- 2025 : La Femme la plus riche du monde de Thierry Klifa : Pierre-Alain Fantin
- 2025 : T'as pas changé de Jérôme Commandeur

#### Courts métrages
- 1992 : Sur le fil de la lame de Bertrand Weissberger
- 2001 : Boomer de Karim Adda : Didier
- 2007 : J'ai plein de projets de Karim Adda
- 2007 : La 17e marche de Karim Adda
- 2013 : Clean de Benjamin Bouhana : Éric
- 2019 : La Vie de Mastorna d'Avril Tembouret : G. Mastorna

#### Télévision
- 1987 : L'Enfant et le président de Régis Milcent (téléfilm)
- 1990 : Fleur bleue de Magali Clément (mini série)
- 1992 : Goal (série)
- 1992 : Premiers Baisers, épisode 20 Les Mémoires d'Annette de Jean-François Porry (série) : l'homme
- 1993 : Seconde B, épisode Lycée sans frontière de Didier Albert (série) : Patrick
- 1993 : Classe mannequin, de Dominique Masson, Philippe Roussel, Emmanuel Fonlladosa, 35 épisodes (série) : Juan
- 1994 : Karine et Ari d'Emmanuel Fonlladosa
- 1997 : La Dernière des romantiques de Joyce Buñuel
- 1998 : Avocats et Associés, épisode Morts en série de Philippe Triboit (série) : l'avocat
- 1999 : Bonne nuit de Pascal Laugier (téléfilm) : Jan Lucas
- 1999 : Coronation Street, deux épisodes After Hours d'Adrian Bean (série) : Sacha
- 2002 : Femmes de loi, épisode Crime passionnel de Laurent Carcélès (série) : Légal
- 2002 : Caméra Café, épisode Un homme parfait (série) : Nicolas Carton
- 2002 : La Famille Guérin d'Éric Lartigau
- 2003 : Julie Lescaut, épisode Hors-la-loi de Bernard Uzan (série) : le mari de Valérie
- 2004 : Joe Pollox et les mauvais esprits de Jérôme Foulon (téléfilm) : Julien
- 2004 : Avocats et Associés : Mémoires troubles d'Alexandre Pidoux
- 2005 : Jeff et Léo, flics et jumeaux, épisode Entre deux étages d'Olivier Guignard (série) : Manu
- 2008 : Voici venir l'orage... de Nina Companeez (mini série) : Andrei Kovner
- 2008 : Section de recherches, épisode La Bonne fée de Gérard Marx (série) : Paul Mathieu
- 2012 : Birdsong de Philip Martin (mini série) : René Azaire
- 2013 : Le Débarquement, émission à sketchs (émission) : personnages variés
- 2014 : Casting(s), épisode Avalanche de Pierre Niney (série) : lui-même
- 2019 : Platane, saison 3, épisode La Fois où il a rencontré des fils cachés de père en fils (série) : lui-même
- 2023 : Tapie (mini-série) : Bernard Tapie
- 2025 : Le Monde magique de Jérôme Commandeur  (mini-série) : Patrick Cohen

#### Web-série
- 2019 : Abonne-toi de Guillaume Cremonese (collectif Yes vous aime) : Vincenzo Labastille

#### Doublage
- 2013 : Turbo de David Soren : Theo alias « Turbo » (version française)
- 2014 : Astérix : Le Domaine des dieux de Louis Clichy et Alexandre Astier : Duplicata (création de voix)
- 2015 : Le Petit Prince de Mark Osborne : le vaniteux (version originale)
- 2017 : Premier Homme de Frédéric Fougea et Jérôme Guiot (docu-fiction) : le narrateur
- 2018 : Le Grinch (The Grinch) de Yarrow Cheney et Scott Mosier : le Grinch (version française)
- 2022 : Le Petit Nicolas : Qu'est-ce qu'on attend pour être heureux ? : Jean-Jacques Sempé (création de voix)
- 2025 : Astérix et Obélix : Le Combat des chefs : Jules César[21] (création de voix)
- 2025 : Marcel et Monsieur Pagnol de Sylvain Chomet : Marcel Pagnol (création de voix)

### Réalisateur et scénariste
- 2020 : L'Origine du monde

## Théâtre

### Comédien

#### Hors Comédie-Française
- 1994 : Jeffrey de Paul Rudnick, mise en scène Raymond Acquaviva
- 1994 : L'Avare de Molière, mise en scène Jacqueline Bœuf
- 1995 : Croque-monsieur de Marcel Mithois, mise en scène Raymond Acquaviva, Théâtre Daunou
- 1999 : Much Ado About Nothing (Beaucoup de bruit pour rien) de William Shakespeare, mise en scène Ben Duke, Guildford School of Acting (en)
- 1999 : Damn Yankees de Richard Adler et Jerry Ross (en), mise en scène Gerry Tubbet, Yvonne Arnaud Theatre (en) (Londres)
- 2000 : Davina's Landed de et mise en scène Ben Duke, Union Theatre (en) (Londres)
- 2001 : Célibataires de Rodolphe Sand et David Talbot, mise en scène Rodolphe Sand, Théâtre du Splendid
- 2003 : Le Malade imaginaire de Molière, mise en scène Gildas Bourdet, Théâtre de l'Ouest parisien
- 2003 : Le Jour du destin de Michel del Castillo, mise en scène Jean-Marie Besset et Gilbert Désveaux, Théâtre Montparnasse
- 2004 : Les Uns chez les autres d'Alan Ayckbourn, mise en scène Gildas Bourdet, Théâtre de l'Ouest parisien et 2005 Théâtre Marigny
- 2006 : Un cheval de Jean-Marie Besset, d'après Christophe Donner, mise en scène Gilbert Désveaux, Théâtre de la Pépinière Opéra
- 2007 : Des gens d'après Raymond Depardon, mise en scène Zabou Breitman, Théâtre Vidy-Lausanne, et 2008 Théâtre national de Nice, Petit Montparnasse
- 2008 : Laurent Lafitte, comme son nom l'indique, one-man-show coécrit et mis en scène avec Cyrille Thouvenin, Palais des glaces
- 2010 : Rendez-vous de Miklos Laszlo, spectacle musical d'après la pièce La Boutique au coin de la rue, mise en scène Jean-Luc Revol, Théâtre de Paris
- 2011 : Laurent Lafitte, comme son nom l'indique, one-man-show coécrit et mis en scène avec Cyrille Thouvenin, Théâtre des Mathurins

#### Comédie-Française
- 2012 : Le Mariage de Nicolas Gogol, mise en scène Lilo Baur, Théâtre du Vieux-Colombier : Mamimine
- 2013 : Candide de Voltaire, mise en scène Emmanuel Daumas, Studio-Théâtre : Martin
- 2013 : La Tête des autres de Marcel Aymé, mise en scène Lilo Baur, Théâtre du Vieux-Colombier
- 2013 : Le Système Ribadier de Georges Feydeau, mise en scène Zabou Breitman, Théâtre du Vieux-Colombier : Eugène Ribadier
- 2014 : Le Songe d'une nuit d'été de William Shakespeare, mise en scène Muriel Mayette, Salle Richelieu : Démétrius
- 2015 : Roméo et Juliette de William Shakespeare, mise en scène Éric Ruf, Salle Richelieu : Benvolio
- 2017 : L'Hôtel du libre échange de Georges Feydeau, mise en scène Isabelle Nanty, Salle Richelieu : Bastien
- 2017 : La Règle du jeu de Jean Renoir, mise en scène Christiane Jatahy, Salle Richelieu : André Jurieux
- 2018 : L'Heureux Stratagème de Marivaux, mise en scène Emmanuel Daumas, Théâtre du Vieux-Colombier : Le Chevalier
- 2019 : Le Voyage de G. Mastorna d’après Federico Fellini, mise en scène Marie Rémond, Théâtre du Vieux-Colombier : Marcello
- 2020 : Le Côté de Guermantes de Marcel Proust, adaptation et mise en scène Christophe Honoré, théâtre Marigny
- 2022 : Dom Juan de Molière, mise en scène Emmanuel Daumas, Théâtre du Vieux-Colombier : Dom Juan
- 2023 : Cyrano de Bergerac d'Edmond Rostand, mise en scène Emmanuel Daumas, Salle Richelieu : Cyrano de Bergerac

### Metteur en scène
- 2007 : Qu'elle aille au diable, Meryl Streep ! de Mohamed Kacimi d'après le roman de Rachid El-Daïf, Festival Nava (Limoux)

## Radio
- 2012 : À votre écoute, coûte que coûte sur France Inter[22]

## Distinctions

### Nominations
- César 2017 : meilleur acteur dans un second rôle pour Elle
- César 2018 : meilleur acteur dans un second rôle pour Au revoir là-haut
- Molières 2024 : Molière du comédien dans un spectacle de théâtre public pour Cyrano de Bergerac
- César 2025 : meilleur acteur dans un second rôle pour Le Comte de Monte-Cristo

### Décorations
- 2022 :  Chevalier de l'ordre national du Mérite (20 juin 2022)[23]
- 2013 :  Chevalier de l'ordre des Arts et des Lettres (17 janvier 2013)[24]